# Antje Roosch
Antje Roosch (* vor 1945) ist eine deutsche Schauspielerin, Hörspiel- und Synchronsprecherin und Dialogregisseurin.

## Leben und Wirken
Antje Roosch absolvierte ihre Schauspielausbildung in Hamburg, wo mit dem Theater im Zimmer, dem Ernst-Deutsch-Theater und dem Thalia-Theater auch ihre ersten künstlerischen Stationen lagen. Für das Fernsehen trat sie in diversen Serien und Spielfilmen auf. Nach einem längeren Bühnenaufenthalt in Saarbrücken moderierte sie in Hamburg für den Norddeutschen Rundfunk und Sat.1 verschiedene Sendungen und Programme, bevor sie sich 1986 verstärkt dem Bereich Synchronisation widmete. Als Synchronsprecherin wirkte sie in Produktionen wie Knight Rider oder Miami Vice mit. In McLeods Töchter war sie die deutsche Synchronstimme von Doris Younane. Auch sprach sie in zahlreichen Hörspielen.
Antje Roosch lebt in Hamburg.

## Filmografie
- 1960–1962: Am Abend ins Odeon (Fernsehserie, 10 Folgen)
- 1963: Das kleine Hofkonzert – Musikalisches Lustspiel aus der Welt Carl Spitzwegs (Fernsehfilm)
- 1963: Hafenpolizei (Fernsehserie, 1 Folge)
- 1964: Das Kriminalgericht (Fernsehserie, 2 Folgen)
- 1966: S.O.S. – Morro Castle (Dokumentarspiel, zweiteilig)
- 1967: Liebesgeschichten (Fernsehserie, 1 Folge)
- 1968: Feldwebel Schmid (Fernsehfilm)
- 1968: Das Ferienschiff (Fernsehserie, 13 Folgen)
- 1972: Der Ritter von der traurigen Gestalt (Fernsehfilm, Zweiteiler)

## Synchrontätigkeiten (Auswahl)
Quelle: Deutsche Synchronkartei

### Filme
- 1962: Lancelot, der verwegene Ritter
- 1983: Die Macht der Mächtigen
- 1988: Die Rückkehr des unglaublichen Hulk
- 1989: Freitag der 13. – Todesfalle Manhattan
- 1997: Lawn Dogs – Heimliche Freunde
- 2001: Tangled
- 2006: Ruhe unsanft
- 2009: Small Island

### Serien (jeweils in diversen Folgen)
- 1974–1978: Der Sechs-Millionen-Dollar-Mann
- 1976–1978: Die Sieben-Millionen-Dollar-Frau
- 1982–1986: Knight Rider
- 1984–1989: Ein Engel auf Erden
- 1984–1990: Miami Vice
- 1987: Airwolf
- 1989–2013: Agatha Christie’s Poirot
- 1992–1999: Batman
- 2001–2009: McLeods Töchter
- 2004–2012: Dr. House
- 2014–2015: The Knick
- seit 2015: Grace and Frankie
- 2018: The Detail

## Hörspiele (Auswahl)
Quelle: ARD Hoerspieldatenbank, Hoerspielland,
- 1967: Wolfgang Altendorf: Gesicht am Fenster – Regie: Klaus Groth
- 1967: Gale Pedrick: Nur einer kommt in Frage – Regie: Klaus Groth
- 1967: Klabund: Bracke – Regie: Wilm ten Haaf
- 1968: Wolfgang Weyrauch: Neumarkt – Regie: Dieter Munck
- 1968: Erasmus Schöfer: Durch die Wüste usw. ... – Regie: Oswald Döpke
- 1969: Rolf Biebricher: Besuche am Abend – Regie: Klaus Groth
- 1970: Norman Krasna: Wer war die alte Dame? – Regie: Heinz-Günter Stamm
- 1970: Franz Hiesel: Das Hundeherz – Regie: Hans Bernd Müller
- 1970: Claude Ollier: Die Sage von denen die reden – Regie: Hans Bernd Müller
- 1970: Reinhard Döhl: Hans und Grete – Regie: Heinz Hostnig
- 1970: Ulrich Raschke: Alpdrücken – Regie: Günther Sauer
- 1970: Hubert Wiedfeld: Hier ist es wunderbar! Der Täter ist das Opfer ist der Täter? – Regie: Horst Loebe
- 1970: Edgar Piel: Sozusagen als Exempel – Regie: Hermann Naber
- 1971: Hans Kasper: Ich möchte Archelos – Regie: Gert Haucke
- 1971: Bohumila Grögerova: Zweiäugiges Wortspiel – Regie: Günter Bommert
- 1971: Lester Powell: Die Dame ist leichtfertig (3. Teil: Nocturno für einen Pandateddy) – Regie: Albert Carl Weiland
- 1971: Friederike Mayröcker: Land Art – Regie: Ulrich Gerhardt
- 1971: Ulrich Raschke: Selbstlaute – Regie: Heinz Hostnig
- 1971: Petra Michaely: Obdachlos – Regie: Hartmut Kirste
- 1972: Rolf Biebricher: Man wird von Ihnen hören – Regie: Klaus Groth
- 1972: Louis C. Thomas: Der Fehler in der Rechnung – Regie: Klaus Groth
- 1972: Rolf Biebricher: Ein Haus mit Vergangenheit – Regie: Klaus Groth
- 1972: Hanns Kneifel und Dieter Hasselblatt: Scdaeiouy oder Unterstelltes Ergebnis unzutreffend – Regie: Hans Bernd Müller
- 1972: Louis C. Thomas: Gefährliches Manko – Regie: Heiner Schmidt
- 1972: Philip Levene: Brennende Fragen – Regie: Klaus Groth
- 1972: Charles Maître: Kein Fall für Amateure – Regie: Heiner Schmidt
- 1972: Giles Cooper: Das Universum in der Tasche – Regie: Heiner Schmidt
- 1973: Axel Plötze: Fahndung – Regie: Klaus Groth
- 1973: Rolf Biebricher: Doppelstreife – Regie: Klaus Groth
- 1973: Michael Zabel: Chez Fatso – Heiner Schmidt
- 1973: Lothar Streblow und Otto Grünmandl: Prospektoren und Inspektoren – Regie: Jochen Senf
- 1973: Lothar Streblow: Der Prospektor – Regie: Wolfgang Schenck
- 1973: Ludwig Fels: Kaputt oder Ein Hörstück aus Scherben – Regie: Peter Michel Ladiges
- 1973: Ulrich Raschke: Eduard und Kunigunde – Regie: Jochen Senf
- 1974: Gert Hofmann: Der lange Marsch – Regie: Manfred Marchfelder
- 1974: Georges Perec: Konzertstück – Regie: Wolfgang Schenck
- 1974: Anestis Logothetis: Kerbtierparty – Regie: Heinz Hostnig
- 1974: Karlhans Frank: Junge, komm gut rüber – Regie: Raoul Wolfgang Schnell
- 1975: Françoise Campo und Xavier Domingo: Der Seehund aus den Pyrenäen – Regie: Raoul Wolfgang Schnell
- 1975: Albert Bosper: Beim Zuffa liegt das Geld herum – Regie: Hans Rosenhauer
- 1975: Jovan Pavlovski: Die Frau hieß Vera Sasina – Regie: Peter Michel Ladiges
- 1976: Albert Bosper: Ich bin Jolly Ballinger – Regie: Raoul Wolfgang Schnell
- 1976: Helga Schütz: Le Rossignol heißt Nachtigall – Regie: Wolfgang Schenck
- 1977: Žarko Petan: Das erkältete Schneewittchen – Regie: Heiner Schmidt
- 1977: Verena von Jerin: Pierre und Pierette – Regie: Ernst Becker
- 1977: Werner Klippert: Also sprach der Orang Utan – Regie: Werner Klippert
- 1978: Rudolf Tourelle: Mundartspiele – Regie: Emil Schäfer
- 1978: Lotte Betke: Die Stimme des Meeres – Regie: Martin Buchhorn
- 1979: Robert Louis Stevenson: Das Flaschenteufelchen (1. Teil) – Regie: Ernst Becker
- 1979: Robert Louis Stevenson: Das Flaschenteufelchen (2. Teil) – Regie: Ernst Becker
- 1979: Christiane Sprenger: Mami, Papi und ich (6. Folge) – Regie: Hans-Peter Klausenitzer
- 1979: Danièle Héran: Die Treppe (L’escalier) – Regie: Raoul Wolfgang Schnell
- 1981: Michael Gaida: In irgendeinem Land, so weit, so gut – Regie: Hans Rosenhauer
- 1989–1990: Angela Sommer-Bodenburg: Der kleine Vampir (diverse Folgen) – Regie: Lothar Zibell und Hans-Joachim Herwald
- 1989: René Goscinny und Albert Uderzo: Asterix im Morgenland – Regie: Heikedine Körting
- 1996: Brigitte Johanna Henkel-Waidhofer: Die drei ??? und der Schatz im Bergsee – Regie: Heikedine Körting
- 2001: Enid Blyton: Fünf Freunde und der unheimliche Mönch – Regie: Heikedine Körting
- 2001: André Marx: Die drei ??? – Toteninsel – Regie: Heikedine Körting
- 2004: Enid Blyton: Fünf Freunde und die geheimnisvolle Erbschaft – Regie: Heikedine Körting